# 路易莎灣
54°23′S 36°11′W / 54.383°S 36.183°W
路易莎灣是南極洲的海灣，位於南喬治亞島北岸，處於瓦科普角和斯基特勒山之間，該海灣由英國南極名稱諮詢委員會命名。